# Dzielnica Uzdrowiskowa w Kołobrzegu

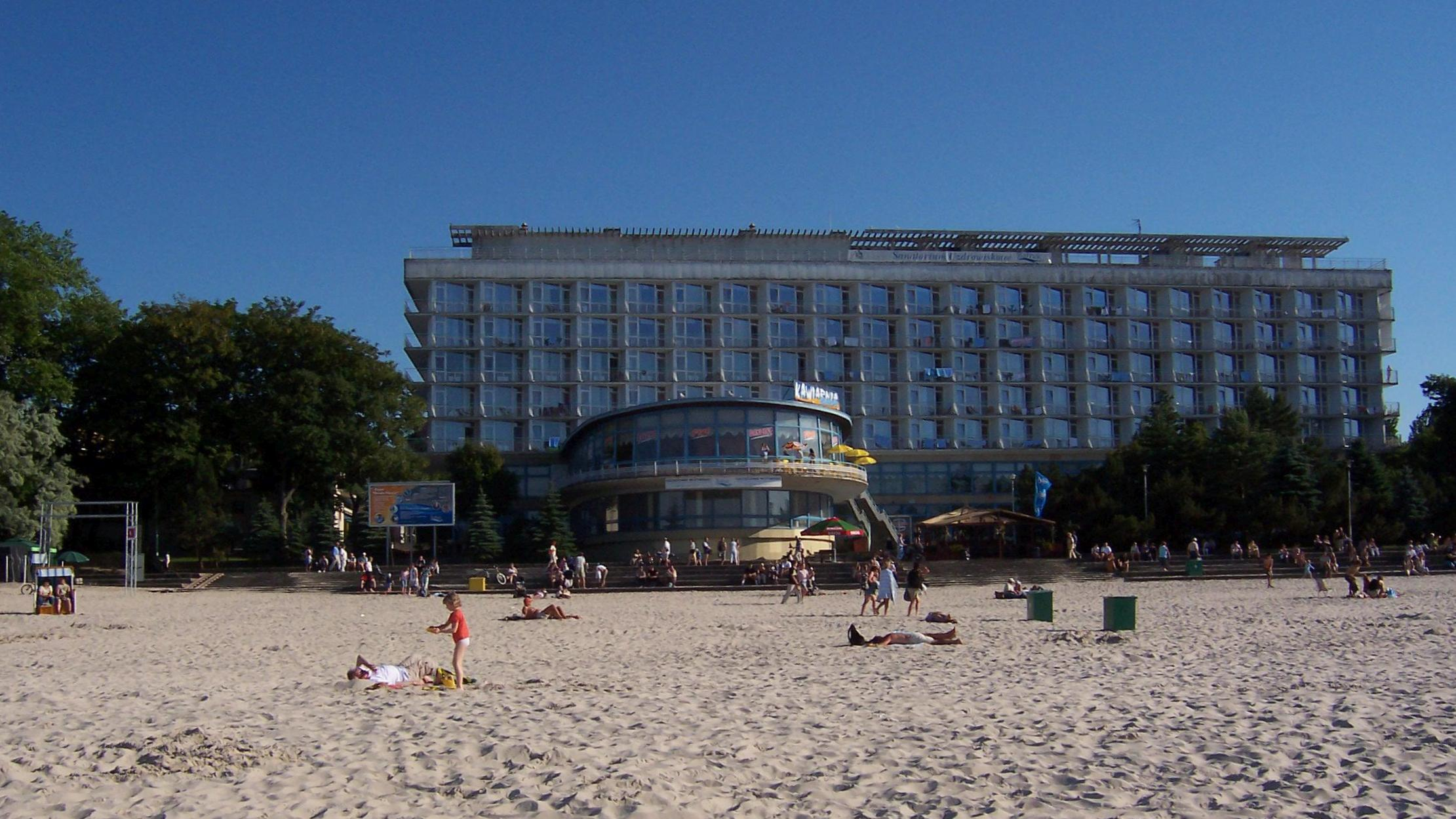
Sanatorium Bałtyk

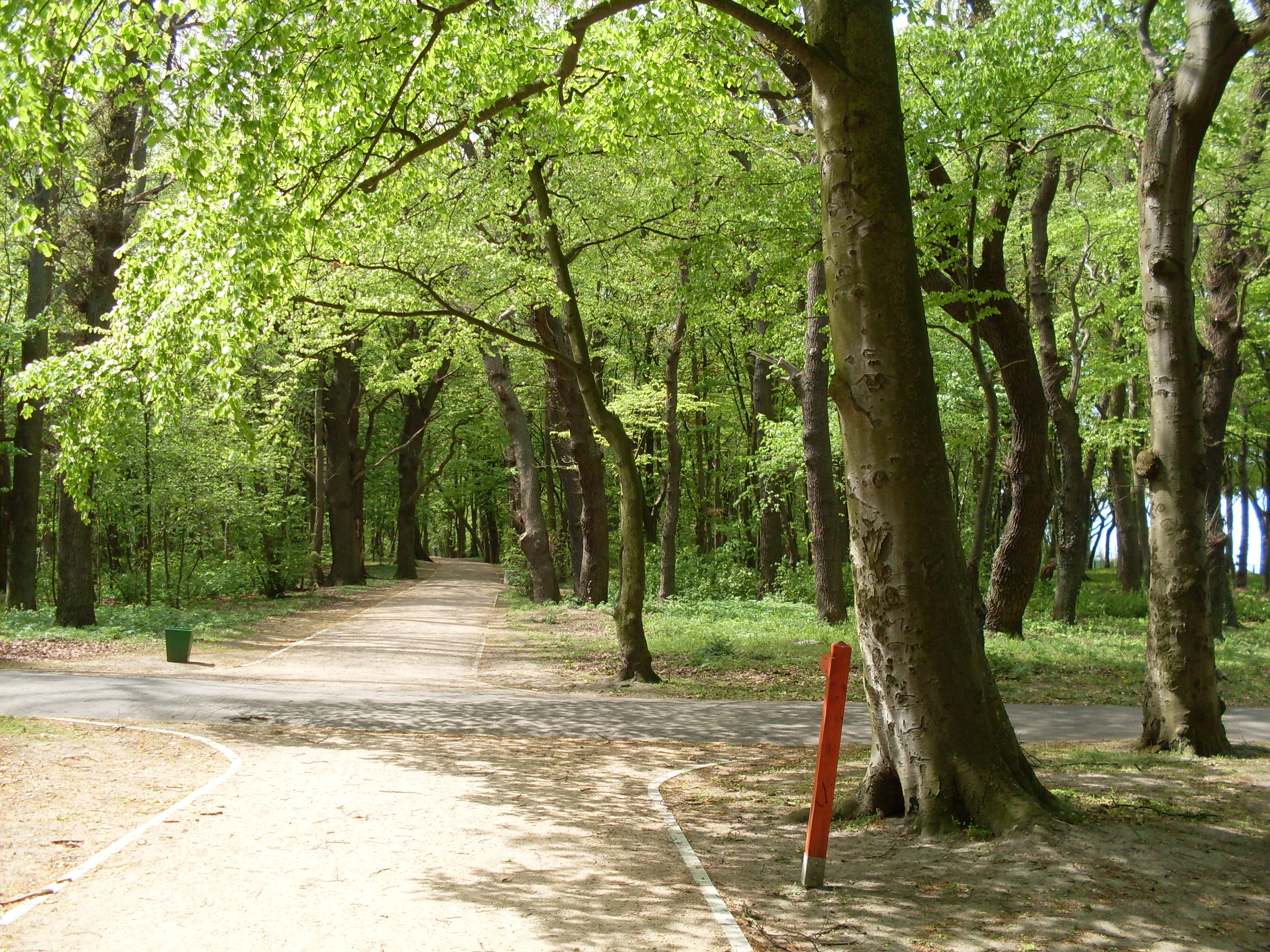
Park im. Stefana Żeromskiego

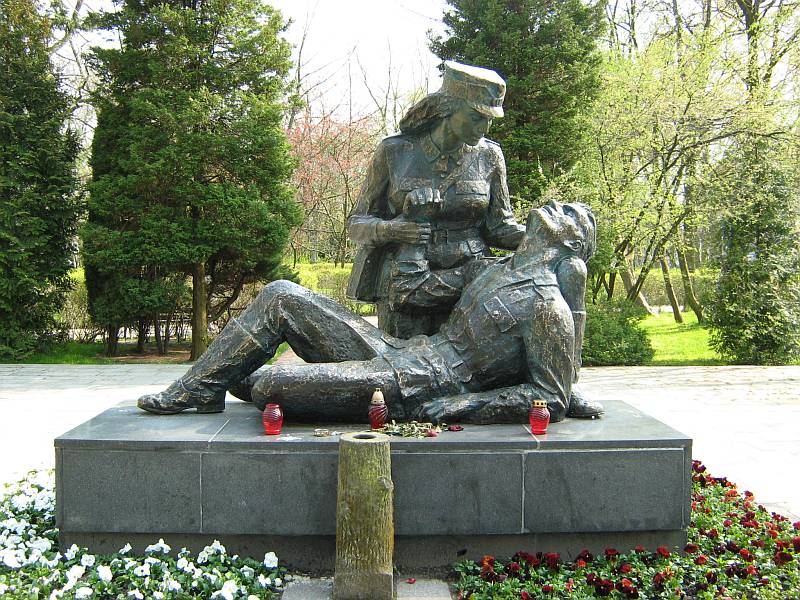
Pomnik Sanitariuszki

Dzielnica Uzdrowiskowa w Kołobrzegu – zwyczajowa nazwa części miasta Kołobrzegu położona w pasie nadmorskim między portem, a Ekoparkiem Wschodnim. Administracyjnie Dzielnica Uzdrowiskowa wchodzi w skład jednostek pomocniczych Osiedle nr 1 Solne Zdroje i Osiedla nr 7 Ogrody.

## Historia
Dzielnica powstała w drugiej połowie XIX wieku wraz z likwidacją twierdzy kołobrzeskiej i rozwojem Kołobrzegu jako nadmorskiego kurortu. Na przełomie XIX i XX wieku powstało tutaj wiele hoteli, pensjonatów i zakładów zdrojowych. Większość z nich uległa zniszczeniu w 1945.
Odbudowa dzielnicy została rozpoczęta w 1952. Najwięcej nowych obiektów powstało w latach sześćdziesiątych i siedemdziesiątych XX wieku. Od początku XXI wieku dzielnica przeżywa kolejny boom budowlany związany z wznoszeniem na miejscu pustych placów nowych obiektów uzdrowiskowych, ośrodków wczasowych i osiedli mieszkaniowych.    

## Zabudowa
Dzielnica Uzdrowiskowa jest oddzielona od śródmieścia miasta torami linii kolejowej łączącej Kołobrzeg z Koszalinem. Od morza natomiast odseparowana utrzymanym w formie lasu liściastego parkiem im. Stefana Żeromskiego. Głównymi ulicami dzielnicy są: ul. Marii Rodziewiczówny, ul. Władysława Sikorskiego i ul. Antoniego Sułkowskiego. Tworzą one kilkukilometrowy deptak wyłączony z ruchu drogowego. 
Na terenie dzielnicy uzdrowiskowej w Kołobrzegu znajdują się przede wszystkim budynki sanatoryjne zbudowane w latach: sześćdziesiątych, siedemdziesiątych i osiemdziesiątych XX wieku dla ośrodków wypoczynkowych państwowych zakładów pracy i Uzdrowiska Kołobrzeg. W kwadracie ulic: Borzymowskiego, Rodziewiczówny, Zdrojowej i Norwida zachowały się jednak częściowo zabudowania przedwojenne, z których większość pochodzi z przełomu XIX i XX wieku.

## Charakterystyczne obiekty
- Molo
- Morskie Oko
- Amfiteatr
- Muszla koncertowa
- Korty tenisowe
- Kościół św. Marcina
- Lapidarium
- Pomnik Sanitariuszki
- Zakład Przyrodoleczniczy nr 1
- Sanatorium Arka
- Sanatorium Bałtyk
- Sanatorium Ikar
- Sanatorium Jantar
- Sanatorium Lech
- Sanatorium Mewa
- Sanatorium Muszelka
- Sanatorium Perła Bałtyku
- Dziecięcy Szpital Uzdrowiskowy Słoneczko im. prof. Teodora Rafińskiego
- Kamienny Szaniec
- Marine Hotel
- Hotel Aquarius SPA

## Tereny zielone
- Park im. Stefana Żeromskiego
- Park im. Aleksandra Fredry